# Купа на НРБ по футбол 1981/82
Тази страница представя турнира за Купата на Народна република България, проведен през сезон 1981/82 година. Победителят и получава право на участие в турнира за Купата на УЕФА за следващия сезон.

## Предварителни кръгове
Разполагаме само с резултатите от полуфиналните и финалните срещи от турнира.

## Полуфинали
В Ботевград:
| Хемус (Троян) | 1:2 | Левски-Спартак (София) |

В Благоевград:
| Тракия (Пловдив) | 1:3 | ЦСКА Септемврийско знаме (София) |

## Среща за 3 – 4 място
| в София:         |     |               |
| Тракия (Пловдив) | 7:1 | Хемус (Троян) |

## Финал
| 16 юни 1982            |     |                                  |
|                        |     |                                  |
| Левски-Спартак (София) | 4:0 | ЦСКА Септемврийско знаме (София) |